# ماهافاسا سنتره
ماهافاسا سنتره (به لاتین: Mahafasa Centre) یک منطقهٔ مسکونی در ماداگاسکار است که در فرافنگانا واقع شده‌است. ماهافاسا سنتره ۸۹٬۰۰۰ نفر جمعیت دارد و ۱۵ متر بالاتر از سطح دریا واقع شده‌است.